# 18946 Massar
18946 Massar è un asteroide della fascia principale. Scoperto nel 2000, presenta un'orbita caratterizzata da un semiasse maggiore pari a 3,0482000 UA e da un'eccentricità di 0,1775526, inclinata di 0,52218° rispetto all'eclittica.